# Псалом 117
Псалом 117 (у масорецькій нумерації — 118-й) — біблійний 117-й псалом п'ятої книги Книги псалмів.

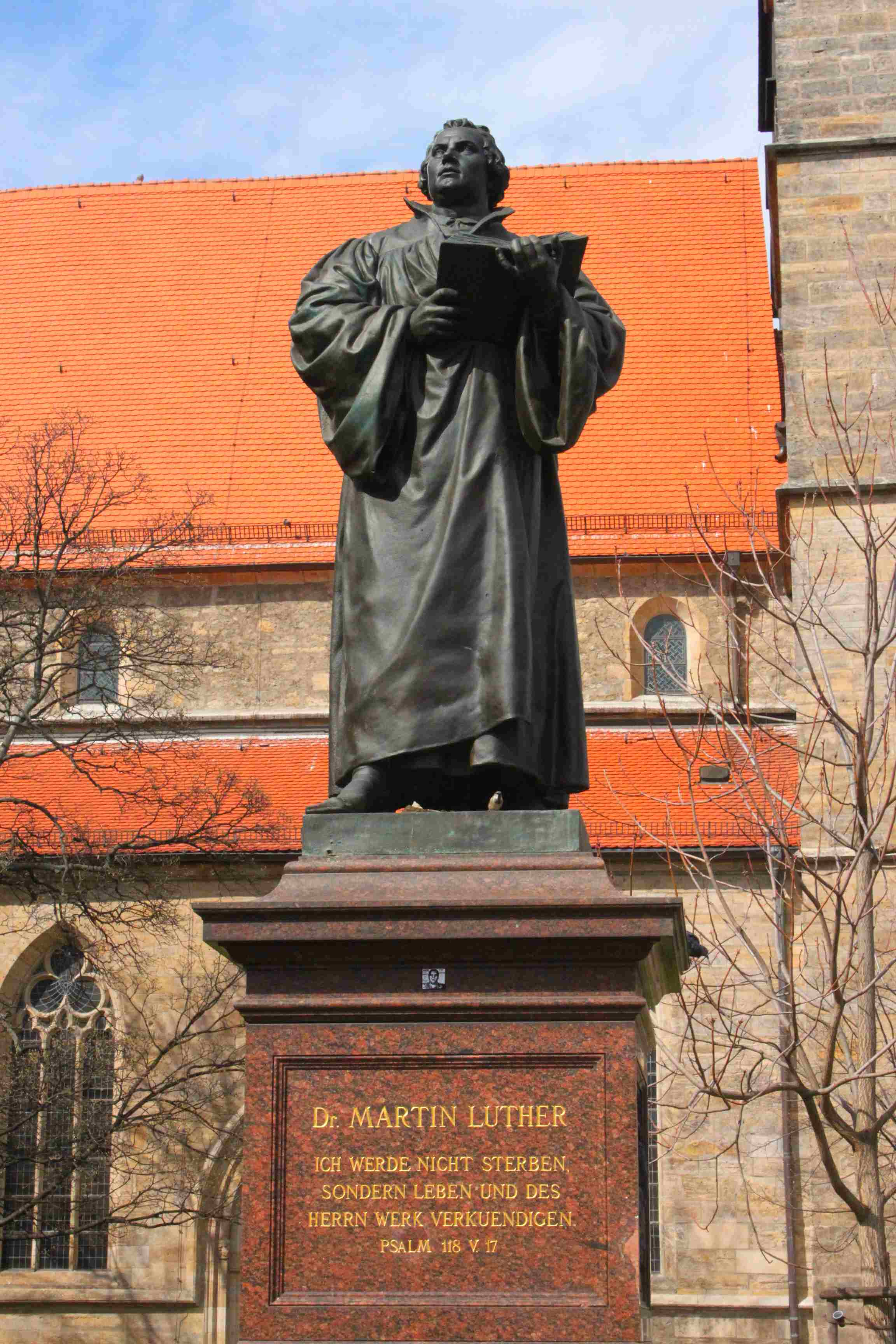
Псалом 118,17 на основі пам'ятника Мартіну Лютеру в Ерфурті

## Зміст
Псалом виражає вдячне визнання Божої допомоги. Зі структури з численними повторами видно, що він має структуру антифона. Ймовірно, його співали, коли громада входила до храму. Однак сьогодні вже неможливо чітко визначити, які частини були призначені для певних осіб чи груп. Вірш 22 f («Камінь, який відкинули будівничі, став наріжним каменем») використовується у Новому Завіті (наприклад, в Іс. 28:16, Мт. 21:42), Дії 4:11 або 1 Петр. 2:7), для порівняння наріжного каменя з Ісусом Месією.

## Використання

### Католицька церква
З середніх віків цей псалом читали і співали під час недільних лаудів відповідно до Статуту Бенедикта. У Літургій годин псалом 117 читається у кожної неділі першого і третього тижня. 
У католицькій церкві псалом 117 тісно пов'язаний зі святом воскресіння і тому його співають на пасхальній утрені й на месі пасхальної неділі. 

### Протестантизм
Мартін Лютер високо цінував псалом 117 і в 1530 році присвятив йому «The Beautiful Confitemini». У лютеранській літургії його співають на Великдень, у неділях після Великодня та на П'ятидесятницю.

### Церковна музика
У кантаті «Tritt auf den Menschenbahn» (BWV 152), вперше виконаній у 1714 році, Йоганн Себастьян Бах використовує образ наріжного каменя, написаний поетом Саломоном Франком.
У гімні Амвросія Лобвассера «Nun saget Dank und lobt den Herrn» використано псалом 117. У 1952 році Фріц Ендерлін додав до пісні ще дві строфи, які також були натхненні псалмом 117.